# China (ur. 1959)
China, właśc. Henrique Valmir da Conceição (ur. 13 września 1959 w Espumoso) – piłkarz brazylijski, występujący podczas kariery na pozycji ofensywnego pomocnika. Obecnie jest trenerem.

## Kariera klubowa
Karierę piłkarską China rozpoczął w klubie 14 de Julho Santana do Livramento w 1978 roku. W latach 1979–1980 był zawodnikiem Chapecoense Chapecó, z którego trafił do Grêmio Porto Alegre. Z Grêmio zdobył mistrzostwo Brazylii 1981, czterokrotnie mistrzostwo stanu Rio Grande do Sul – Campeonato Gaúcho w 1980, 1985, 1986, 1987, Copa Libertadores 1983 oraz Puchar Interkontynentalny w 1983 roku. W lidze brazylijskiej zadebiutował 23 marca 1980 w przegranym 0-1 meczu z Atlético Goianiense.
W 1984 roku miał krótki epizod w CR Vasco da Gama. W latach 1985–1987 ponownie był zawodnikiem Grêmio. W Grêmio 7 listopada 1987 w wygranym 2-0 meczu z EC Bahia China po raz ostatni wystąpił w lidze. Ogółem w latach 1980–1987 wystąpił w lidze w 105 meczach, w których strzelił 2 bramki. W 1988 roku krótko występował w Noroeste Bauru i Sporcie Recife, po czym wyjechał do Europy do portugalskiego klubu F.C. Penafiel. W Portugalii występował przez pięć lat. Obok Penafiel China występował w SC Beira-Mar i Leixões S.C. Karierę zakończył w EC Santo André w 1994 roku.

## Kariera reprezentacyjna
W reprezentacji Brazylii China zadebiutował 17 sierpnia 1983 w wygranym 1-0 meczu z reprezentacją Kolumbii w Copa América 1983, na którym Brazylia zajęła drugie miejsce. Na turnieju wystąpił w 5 meczach z Ekwadorem (dwa razy), Argentyną i Urugwajem (dwa razy). Były to jedyny jego mecze w reprezentacji.
| Mecze i gole w reprezentacji | Mecze i gole w reprezentacji | Mecze i gole w reprezentacji | Mecze i gole w reprezentacji | Mecze i gole w reprezentacji | Mecze i gole w reprezentacji | Mecze i gole w reprezentacji |
| #                            | Data                         | Miasto                       | Przeciwnik                   | Gol                          | Wynik                        | Rozgrywki                    |
| ---------------------------- | ---------------------------- | ---------------------------- | ---------------------------- | ---------------------------- | ---------------------------- | ---------------------------- |
| 1.                           | 17.08.1983                   | Quito                        | Ekwador                      |                              | 1:0                          | Copa América 1983            |
| 2.                           | 24.08.1983                   | Buenos Aires                 | Argentyna                    |                              | 0:1                          | Copa América 1983            |
| 3.                           | 01.09.1983                   | Goiânia                      | Ekwador                      |                              | 5:0                          | Copa América 1983            |
| 4.                           | 27.10.1983                   | Montevideo                   | Urugwaj                      |                              | 0:2                          | Copa América 1983            |
| 5.                           | 04.11.1983                   | Salvador                     | Urugwaj                      |                              | 1:1                          | Copa América 1983            |

## Kariera trenerska
Po zakończeniu kariery piłkarskiej China został trenerem. Był trenerem 7 de setembro Dourados, 14 de Julho Santana do Livramento i Cascavel EC.